# Marek Petraszek
Marek Petraszek, né le 15 janvier 1981, est un escrimeur polonais pratiquant l'épée.

## Palmarès

### Championnats d'Europe
- 2002 à Moscou,  Russie
  -  Médaille d'argent en épée par équipe

### Championnats de Pologne
- en 2001:
  -  Champion de Pologne à l’épée